# İpek Arkan
İpek Arkan (* 19. Februar 1997 in Istanbul) ist eine türkische Schauspielerin.

## Biografie
İpek Arkan wurde 19. Februar 1997 in Istanbul geboren. Ihr Debüt gab sie 2021 in der Fernsehserie Türkan Hanım'ın Konağı. Von 2021 bis 2023 war sie in der Serie Emanet zu sehen. Anschließend spielte Arkan 2023 in dem Film Haile: Bir Aile Kâbusu die Hauptrolle.

## Filmografie
Filme
- 2023: Haile: Bir Aile Kâbusu

Serien
- 2021: Türkan Hanım'ın Konağı
- 2021–2023: Emanet